# Silum
Silum es un pueblo de Liechtenstein, localizado en el municipio de Triesenberg.

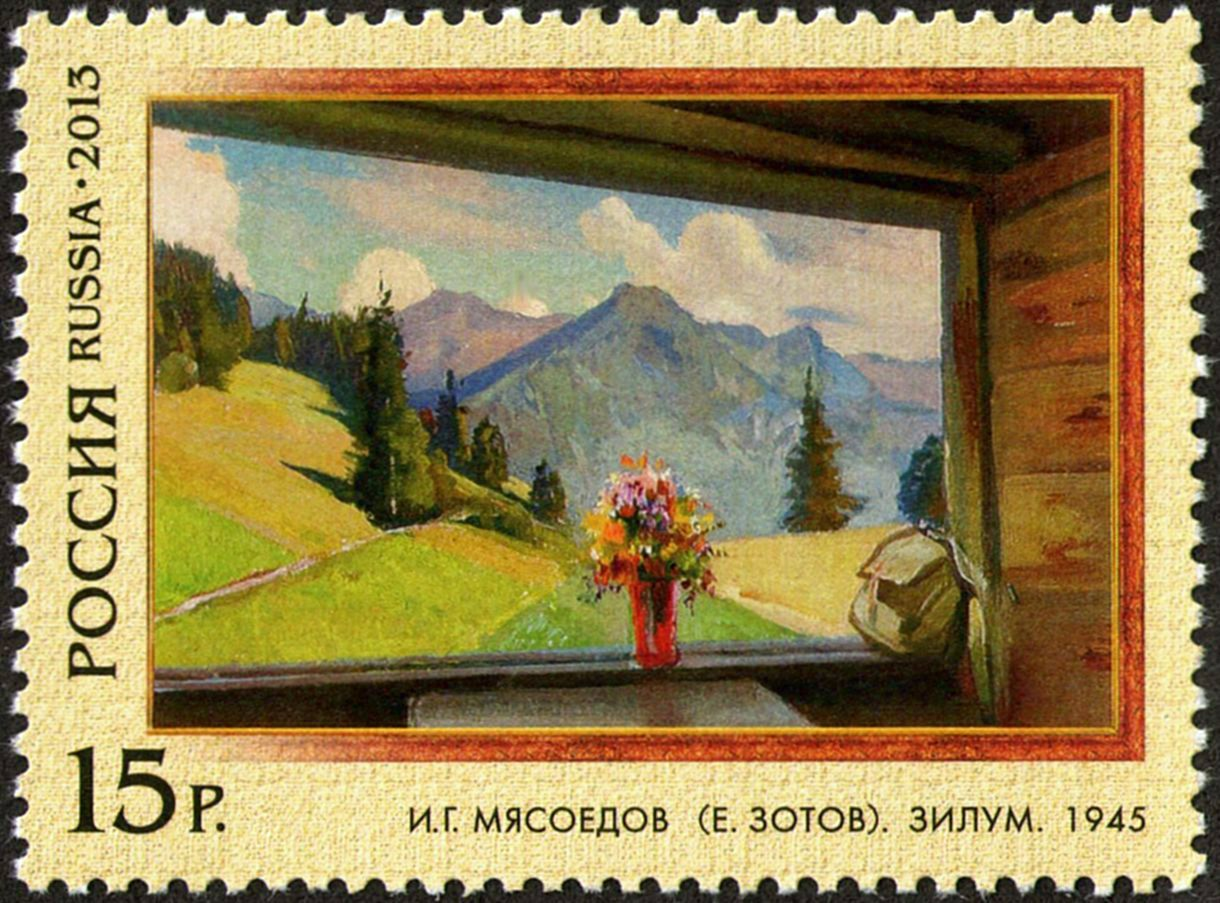
Un sello ruso representando Silum